# Овсянко, Пётр Фёдорович
Пётр Фёдорович Овсянко (1917, поселок Малая Вергунка, теперь в составе города Луганска Луганской области — 15 января 1962, город Львов) — советский государственный деятель, 1-й секретарь Львовского горкома КПУ, председатель Львовского горисполкома. Депутат Верховного Совета УССР 5-го созыва. Член Ревизионной Комиссии КПУ в 1960 — январе 1962 г.

## Биография
С августа 1938 г. — в Красной армии.
Член ВКП(б) с 1939 года.
Участник Великой Отечественной войны с октября 1941 года. Служил начальником отдельной ремонтно-восстановительной роты 21-й отдельной танковой бригады 30-й армии, помощником начальника отдела ремонта и эксплуатации Управления автобронетанковых войск 41-й армии Калининского фронта, начальником отдела ремонта и эксплуатации Управления командующего бронетанковых и механизированных войск Степного, 2-го Украинского фронтов. Участник советско-японской войны 1945 года. Служил начальником отдела ремонта и эвакуации Управление командующего бронетанковых и механизированных войск Забайкальского фронта.
После демобилизации работал начальником (директором) Львовского бронетанкового (танкоремонтного) завода № 17.
В 1956 — январе 1958 г. — председатель исполнительного комитета Львовского городского совета депутатов трудящихся Львовской области.
15 января 1958 — 15 января 1962 г. — 1-й секретарь Львовского городского комитета КПУ Львовской области.
Был причастен к делу «львовских текстильщиков» (расхитителей социалистической собственности).
Покончил жизнь самоубийством. Похоронен на Лычаковском кладбище во Львове.

## Звания
- инженер-капитан
- инженер-майор (1943)
- инженер-подполковник
- инженер-полковник

## Награды
- орден Красного Знамени (11.05.1945)
- два ордена Красной Звезды (30.08.1943, 15.09.1944)
- два ордена Отечественной войны 1-й ст. (22.01.1943, 9.09.1945)
- орден Отечественной войны 2-й ст. (6.02.1944)
- ордена
- медали